# Zhang Decheng
Zhang Decheng était un nationaliste chinois et chef de file des Boxeurs au cours de la révolte des Boxers.

## Biographie
Les origines de Zhang Decheng sont méconnues.
Zhang était un ancien batelier originaire de Xincheng (Tianjin).
Pour convaincre les partisans Boxers qu'il avait des pouvoirs magiques, il aurait un jour caché un couteau dans le sol, quelque part dans Tianjin. Il déclara ensuite que le lieu était « dangereux ». Ses disciples auraient ensuite creusé dans les environs et trouvé le couteau. Ils furent donc convaincus que Zhang avait en effet des pouvoirs surnaturels.  Au début de l'année 1900, il se proclama le « Boxeur Numéro Un » et dit qu'il avait un mandat des dieux. Il commandait à cette période plusieurs milliers de partisans.
Au début du mois de juin 1900, Zhang Decheng alla voir le vice-Roi de Zhili (en), Yu Lu. Il se présenta à lui comme le fondateur du mouvement des Boxers, et le vice-roi lui promit de fournir aux Boxeurs de l'argent et de l'équipement.
Pour beaucoup, il était considéré comme le plus grand chef des Boxers.